# Cattedrale di Myeongdong
La cattedrale di Nostra Signora dell'Immacolata Concezione (in Hangŭl: 한국 천주교 서울대교구 주교좌 명동대성당; in latino: Ecclesia Cathedralis Nostrae Dominae Immaculatae Conceptionis), comunemente conosciuta come cattedrale di Myeongdong, è il principale luogo di culto cattolico di Seul. È stata costruita da missionari cattolici francesi, ed è la sede vescovile dell'arcidiocesi di Seul, il cui arcivescovo metropolita è anche primate di Corea.

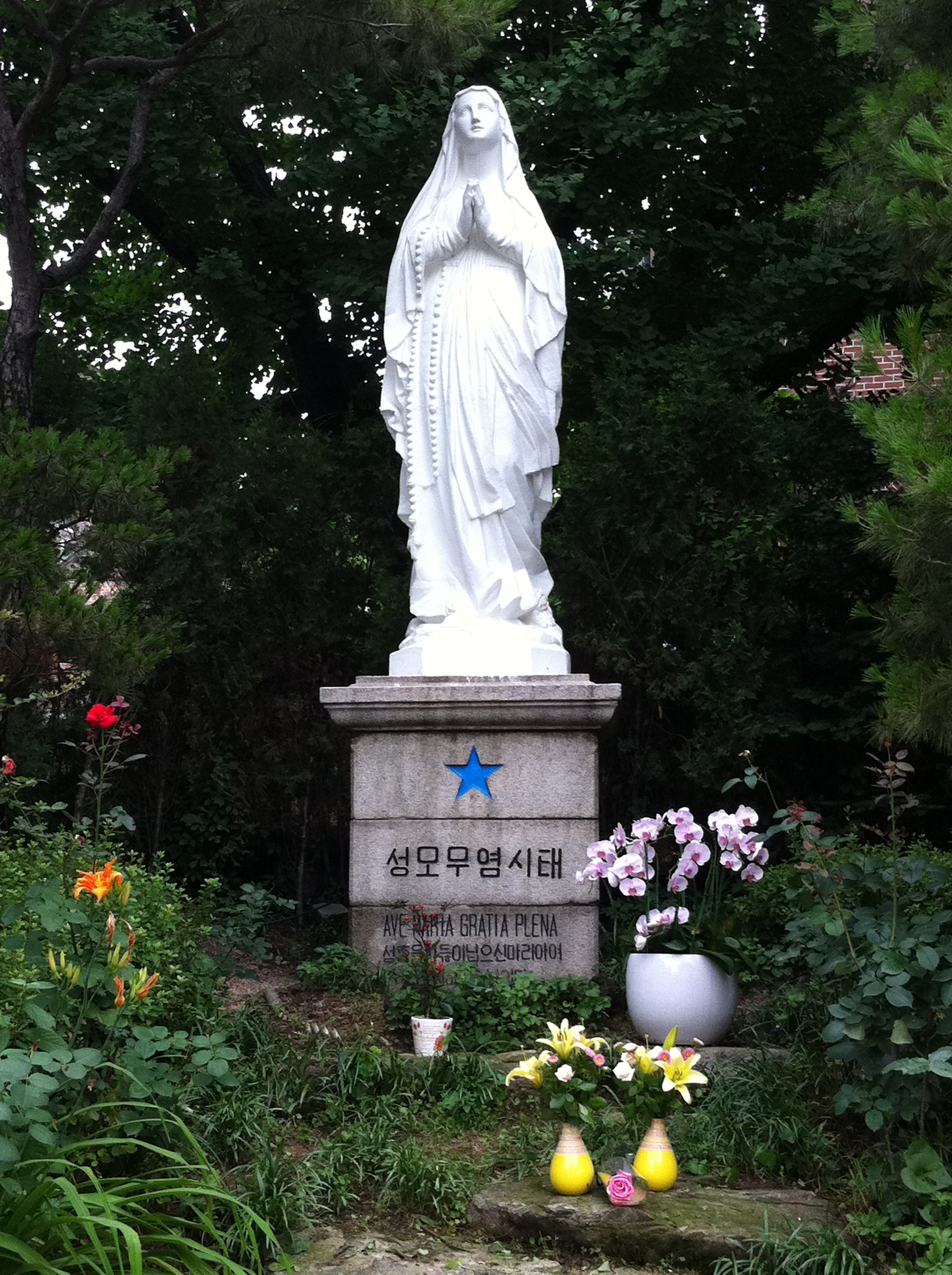
Una statua della Madonna all'entrata della cattedrale.

## Storia
La prima comunità cattolica si instaura in Corea nel 1794, in un luogo chiamato Myeong-Nae-Bang; la costruzione inizia circa un secolo dopo, nel 1892, con la posa della prima pietra da parte del sacerdote francese Jean Eugène Coste, di Hérault. Il 29 maggio 1898 la cattedrale è consacrata e dedicata all'Immacolata Concezione.
Nel 1900 le reliquie dei martiri coreani, morti durante le persecuzioni del 1839 e 1866, sono traslate dal seminario di Yong-San alla cripta della cattedrale.
Durante il suo viaggio apostolico in Corea del Sud, nel 2014, papa Francesco ha celebrato una messa nella cattedrale per "la riconciliazione delle due Coree".

## Architettura
La cattedrale è la prima chiesa in stile neogotico in Corea. È classificata come monumento storico nazionale con numero 258. La pianta è a croce latina, con tre navate e un tetto alto 23 metri. Il campanile è alto 45 metri.